# میدان سرخ
میدان سرخ (به روسی: Красная площадь تلفظ: کْراسنایا پْلوشیت) نام میدانی مشهور در مرکز شهر مسکو، پایتخت روسیه است. بسیاری از خیابان‌های اصلی مسکو به این میدان منتهی می‌شوند. کلیسای جامع سنت باسیل، موزه دولتی تاریخ روسیه، آرامگاه لنین، آرامگاه دیوار کرملین، کلیسای کازان و مرکز تجاری گوم (ГУМ) در میدان سرخ قرار دارند. همچنین کاخ کرملین، اقامتگاه رسمی رئیس‌جمهور روسیه در نزدیکی این میدان واقع شده‌است.
میدان سرخ نقطه مرکزی شهر مسکو به حساب می‌آید؛ چراکه طراحی و معماری شهری به صورت دایره و حول مرکز یک نقطه گسترش یافته که همین میدان است.
علاوه بر جاذبه گردشگری، میدان سرخ محل اجرای کنسرت‌های بسیار بزرگ است و خوانندگانی همچون تتو (گروه موسیقی), شکیرا، پل مک‌کارتنی، راجر واترز، رد هات چیلی پپرز و دیگر خوانندگان در این میدان کنسرت برگزار کرده‌اند.
رژه روز پیروزی که یکی از مهمترین جشن‌های ملی روسیه محسوب می‌شود، هر ساله در این میدان، با شکوه خاصی برگزار می‌گردد. هر سال به دستور رئیس‌جمهور روسیه؛ ولادیمیر پوتین روز پیروزی (۹ می)، روز فرهنگ و ادبیات اسلاو (۲۵ می) و روز روسیه (۱۲ ژوئن) در میدان سرخ به صورت رسمی برگزار می‌شود.
این میدان و معماری بناهای آن به عنوان یک سایت میراث جهانی از طرف یونسکو محافظت می‌شود.